# Antonín Heveroch
Antonín Heveroch (ur. 19 stycznia 1869 w Minicach, zm. 2 marca 1927 w Pradze) – czeski lekarz psychiatra i neurolog, profesor zwyczajny na Uniwersytecie Karola. Uczeń Karela Kuffnera, od 1897 do 1905 był sekundariuszem w prowadzonej przez niego klinice psychiatrycznej. W 1899 został Privatdozentem, w 1909 profesorem nadzwyczajnym, od 1921 profesor zwyczajny psychiatrii. Autor podręcznika psychiatrii (1904).
W Przygodach dobrego wojaka Szwejka jeden z żołnierzy opowiada, jak symulował paranoika „akurat tak, jak wypadało podług wykładów doktora Heverocha”.